# Evangelische Kirche in Deutschland
Evangelische Kirche in Deutschland (EKD), Den evangeliske kirke i Tyskland, er et fællesskab af 20 lutherske, reformerte, og unierede kirker. De selvstændige medlemskirker har deres egne trosbekendelser.
EKD støtter Konferencen for Europæiske Kirker og er også tilsluttet Kirkernes Verdensråd.

## Baggrund
1922 grundlagdes Deutscher Evangelischer Kirchenbund som bestod af de dengang 28 landskirker, Landeskirchen. 1933 blev Deutsche Evangelische Kirche dannet under indflydelse af nationalsocialisterne med det mål at etablere en samlet evangelisk rigskirke, Reichskirche. Det fremherskende kirkeparti var på den tid Deutsche Christen der åbent sympatiserede med nazisterne. I 1933 var ledelsen af mange landskirker domineret af Deutsche Christen. Kun tre landskirker var forblevet "intakte": Württemberg, Bayern und Hannover; de øvrige betegnedes som "zerstörte", ødelagte. En overbevist nationalsocialist, Ludwig Müller, blev rigsbiskop, Reichsbischof. Som modpol til Deutsche Evangelische Kirche dannedes 1934 Bekendelseskirken med Martin Niemöller og Dietrich Bonhoeffer som betydelige repræsentanter.
Efter krigen påbegyndte ledende teologer inden for de evangeliske landskirker arbejdet med at danne et fornyet fællesskab der fik sin Grundordnung 13. juli 1948 i Eisenach for Evangelische Kirche in Deutschland.

## Oversigter
|  | [[Fil:Konfessionen-in-Deutschland.svg\|thumb\|225px\|Fordelingen af konfessioner i de tyske Länder 2008 | Absolut flertal (>50%), katolsk Relativt flertal, katolsk Absolut flertal (>50%), evangelisk Relativt flertal, evangelisk Overvejende konfessionsløs, dog mere evangelisk end katolsk]] |